# غواصة يو-101
كانت الغواصة يو-101 واحدة من 329 غواصة خدمت في البحرية الإمبراطورية الألمانية خلال الحرب العالمية الأولى. انخرطت الغواصة في الحملة الألمانية ضد تجارة الحلفاء (حملة اليو بوت). في 26 نوفمبر 1917، أصيبت الغواصة بواسطة طوربيد والتي تمكنت من العودة إلى الميناء بمساعدة مدمرة أمريكية. 

### اقتباسات
1. ↑  "RFA Crenella". Royal Fleet Auxiliary Historical Society. مؤرشف من الأصل في 2017-10-20. اطلع عليه بتاريخ 2010-03-30.
2. ↑  "Cushing II DD-55". History Central. مؤرشف من الأصل في 2016-03-03. اطلع عليه بتاريخ 2010-03-30.

## قائمة المراجع
- Gröner، Erich؛ Jung، Dieter؛ Maass، Martin (1991). U-boats and Mine Warfare Vessels. London: Conway Maritime Press. ج. 2. ISBN:0-85177-593-4. {{استشهاد بكتاب}}: تجاهل المحلل الوسيط |عمل= (مساعدة)